# فادي رعيدي
فادي رعيدي (-) ممثل كوميدي لبناني اشتهر بشخصيتي فادية الشراقة وبيبو 

## حياته ومشواره المهني
تخصص في الهندسة الداخلية كان في السنة الثالثة من دراسته الجامعية عندما باشر العمل في برنامج "S.L.CHI".عام 1994 وكانت له تجارب مسرحية كوميدية عبر فرقة «الساعة العاشرة» لمدة سنتين. وكان له صديقة مشتركة مع نعيم حلاوي فعرفته اليه لكونه يتمتع بـ«روح النكتة» وهكذا كان الأمر بمثابة تجربة، خصوصاً أن طوني أبو جودة كان معهم فابتدعوا شخصية «يوسف قليقل» في البداية عملت لسنتين في المسرح، لكنه تركه بشبب تعبه ما بين البرنامج وورش الهندسة ففضلت عدم الخوض في مجال التمثيل المسرحي  كل الشخصيات التي أبتكرها راودته منذ الصغر وعمل على تجميعها وكتابتها ومن ثم تمثيلها، فكان الظهور الأول لشخصية «يوسف قليقل» في برنامج «أس أل شي» على شاشة «إم تي في اللبنانية». وهي شخصية جبلية يبالغ صاحبها بقدراته وأحاديثه عن ابنه المغترب وعلاقاته بكل السياسيين الأجانب. ثم وُلدت «فاديا الشراقة» لتبرز بسرعة وتصبح محبوبة الجماهير، تبعها «بيبو»، ولا أنكر أني أتمتع كثيراً في القيام بهذا الدور. وأخيراً «جان لوك» الذي يمثل شريحة من الشباب اللبناني الضائع حتي عام 2002 عندما أقفلت المحطة بقرار من الحكومة اللبنانية
عام 2006 شارك بمسلسل تلفزيون الواقع «قصتي قصة» على شاشة أل بي سي في الحلقة الثانية«نصف العذاب» مؤدياً شخصية الرجل المخدوع والضائع بين«البيزنس» والحب، بين السياسة والهموم الشخصية 
عام 2007 قدم برنامجاً كوميديا بعنوان «جنون» ً خلال شهر رمضان اعلى شاشة «قناة الجديد» 

## أعماله

### في التلفزيون
- (1994-2002):S.L.CHi
- (2006): قصتي قصة: نصف العذاب
- (2007): جنون

### في السينما
- (2008): دخان بلا نار
- (2008):Une chanson dans la tête ميلودراما يا حبيبي
- (2005):After Shave
- (1998):S.l.film

### في المسرح
- (2011): (2018): كوميدي نايت
- (2017): فادي رعيدي شو 1
- (2018): فادي رعيدي شو 2